# 厚叶藤山柳
厚叶藤山柳（学名：Clematoclethra pachyphylla）是猕猴桃科藤山柳属的植物，是中国的特有植物。分布于中国大陆的云南等地，目前尚未由人工引种栽培。